# Comté de Posey
Pour les articles homonymes, voir Posey.
Le comté de Posey, en anglais : Posey County, est un comté de l'État de l'Indiana, aux États-Unis. Il comptait 27 061 habitants en 2000. Son siège est Mount Vernon.
Situé dans l'angle sud-ouest de l'État, le comté a été créé le 11 novembre 1814 à partir des comtés de Gibson et de Warrick. Il a pris le nom de Thomas Posey, général de la révolution américaine, alors gouverneur du territoire de l'Indiana. Mount Vernon en est devenu le siège en 1825.